# Łarysa Heraśko
Łarysa Anatolijiwna Heraśko (ukr. Лариса Анатоліївна Герасько, ur. 4 kwietnia 1974 w Przyłukach) – ukraińska dyplomatka i prawnik, która od 2021 roku pełni służbę na stanowisku ambasadora Ukrainy w Irlandii.
Ukończyła studia prawnicze na Uniwersytecie Kijowskim. Od 1994 roku pracuje w dyplomacji ukraińskiej. Pracowała w ambasadzie w Kanadzie (2001–2005), była także konsulem generalnym w Chicago (2015–2020).